# 克羅默斯 (喬治亞州)
克羅默斯（英語：Cromers）是位於美國喬治亞州富蘭克林縣的一個非建制地區。該地的面積和人口皆未知。

## 地理
克羅默斯的座標為34°16′33″N 83°15′56″W / 34.27583°N 83.26556°W，而該地的平均海拔高度為200米（即656英尺）。